# Ciry-le-Noble
 Ciry-le-Noble  es una comuna y población de Francia, en la región de Borgoña, departamento de Saona y Loira, en el distrito de Charolles y cantón de Toulon-sur-Arroux.
Está integrada en la Communauté urbaine Le Creusot-Montceau-les-Mines .

## Demografía
| 3047 | 3166 | 2994 | 2915 | 2795 | 2475 |
| Para los censos de 1962 a 1999 la población legal corresponde a la población sin duplicidades (Fuente: INSEE [Consultar]) |      |      |      |      |      |